# 瘋馬酋長紀念雕像
瘋馬酋長紀念雕像（英語：Crazy Horse Memorial）是座落於美國南達科他州卡斯特縣黑山的私人土地建造的大型山體雕塑。這座紀念雕像描繪了印第安人民族蘇族酋長疯马騎在馬上並指向他的部落土地。這座紀念碑由蘇族長老亨利·斯坦丁·貝爾委託，由雕塑家科切克·齊奧科夫斯基負責雕刻。
自1948年開始建造以來，紀念碑至今尚未完工。目前紀念碑所屬基地、遊客中心則由非營利組織瘋馬紀念基金會營運。

## 概要
瘋馬酋長紀念雕像的總體規劃包括了山體雕刻、北美原住民博物館和原住民文化中心。該紀念碑正在從雷霆山（Thunderhead Mountain）雕刻而成，這片土地被部分奧格拉拉蘇族人視為神聖之地，位於卡斯特和希爾城之間，距離拉什莫爾山大約17英里（27公里）。
雕塑的最終尺寸計劃為長641英尺（195尺），高563英尺（172尺）。伸展的手臂長263英尺（80尺），手臂下方的開口寬70英尺（21尺），高100英尺（30公尺），手指長29英尺6英寸（9尺）。瘋馬的臉部已於1998年完成，高度為87英尺6英寸（26.7尺）；相比之下，位于拉什莫爾山的美國總統雕像的頭部高度均為60英尺（18尺）。

## 歷史

### 瘋馬酋長
瘋馬（拉科塔語：Tȟašúŋke Witkó；英語：、1840年－1877年）是來自美國西部的北美洲原住民印第安人民族奧格拉拉蘇族的酋長和军事家，他因其抵抗美國聯邦政府對拉科塔族領土和生活方式的侵犯而著名。是北美印第安战争的靈魂人物之一，尤其在1866年12月21日的費特曼戰役和1876年6月25日至26日的小大角战役中表現出色，成為蘇族的民族英雄。
1877年5月，瘋馬向美軍將領喬治·克魯克投降，但在內布拉斯加州的羅賓遜營因抗拒監禁，而遭到一名軍事警衛刺傷致死。 1982年，美國郵政署在其「偉大的美國人系列」中以13美分郵票紀念他，突顯了他在美洲原住民歷史中的重要地位。

### 建設

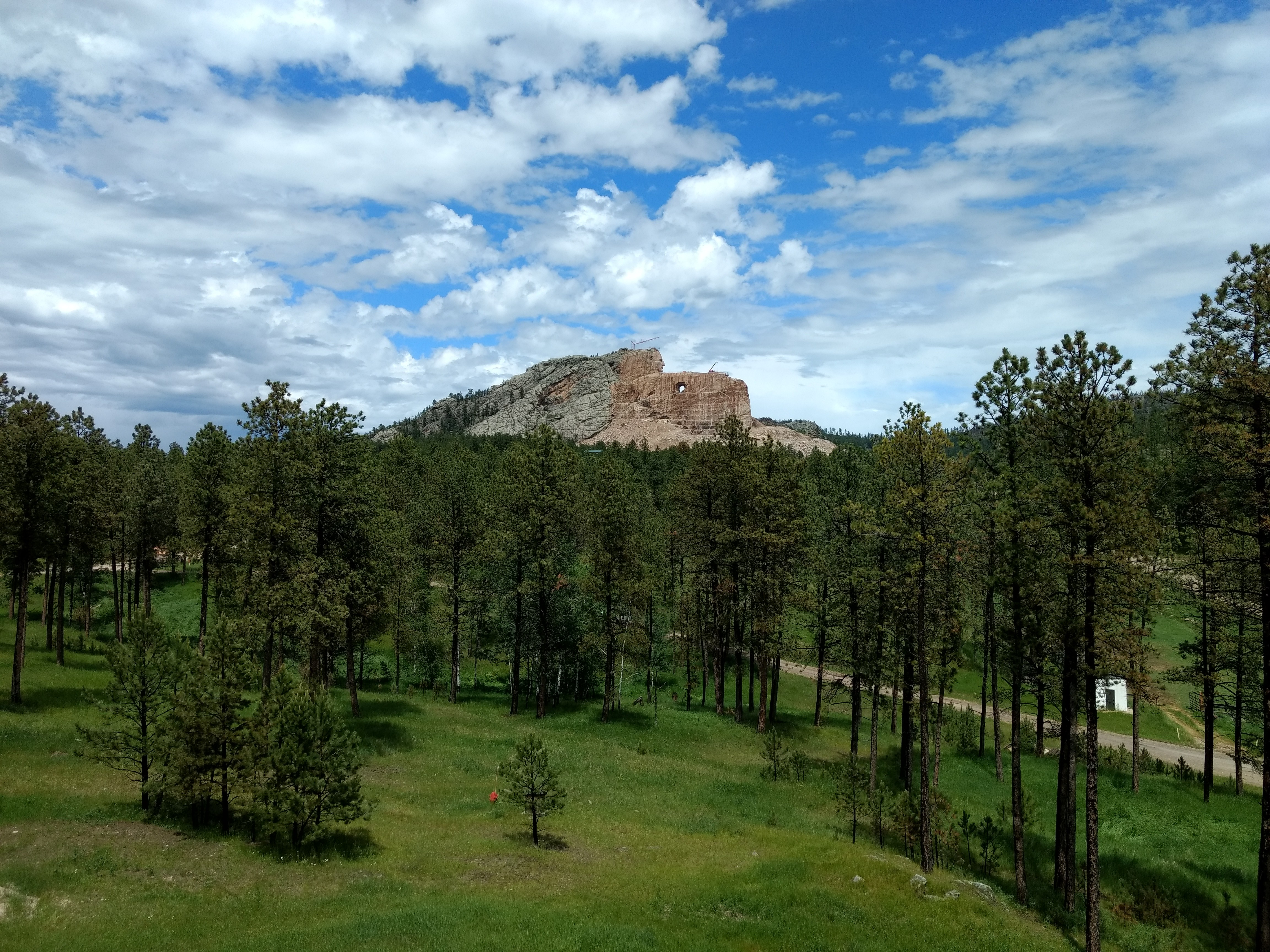
從遊客中心視角遙望瘋馬酋長紀念雕像。

奧格拉拉蘇族酋長亨利·斯坦丁·貝爾在1930年代期間，曾邀請並委託波蘭裔美國雕塑家科切克·齊奧科夫斯基在南達科他州的黑山地區建造瘋馬紀念碑，以此紀念瘋馬及其對蘇族的貢獻。1931年10月，亨利的兄長路德·斯坦丁·貝爾寫信給正在雕刻拉什莫爾山的雕塑家格曾·博格勒姆，建議在紀念碑上雕刻瘋馬的面容，稱其為「蘇族的真正愛國者，唯一值得與乔治·华盛顿和亚伯拉罕·林肯並列的人物」。然而，博格勒姆從未回覆此建議，亨利·斯坦丁·貝爾因此開始推動在拉什莫爾山雕刻瘋馬的形象。
隨著瘋馬紀念碑計劃進展緩慢，亨利於1935年夏天向紅雲酋長的朋友詹姆斯·H·庫克表達了資金短缺的困境，稱自己「正絕望地掙扎」。1939年，他再次致信齊奧科夫斯基，表示希望讓白人社會了解美洲原住民也擁有偉大的英雄。亨利還向美國內政部副部長奧斯卡·查普曼提議將自己擁有的900英畝土地用作紀念瘋馬的雕刻地點。美國政府對此計劃積極回應，並由美国林业局批准使用該地進行雕刻。亨利選擇不接受政府資金，而是依賴對美洲原住民福利感興趣的私人捐助者來資助此項目。
1940年春天，齊奧科夫斯基與斯坦丁·貝爾在南達科他州松嶺共度三週，討論土地所有權問題並深入了解瘋馬及蘇族的生活方式。據齊奧科夫斯基回憶，當談及1868年《拉勒米堡條約》被違反時，斯坦丁·貝爾顯得非常憤怒，並在沉默中表達他對此條約的失望。
瘋馬酋長紀念雕像最後於1948年正式動工，製作方法主要是用炸藥粉碎後進行雕塑作業。作為非營利性項目，雕像建設並不接受聯邦或州政府的資助。而紀念碑基金會則通過參觀中心的入場費、禮品店收入和私人捐款來資助該項目。據報導，齊奧科夫斯基曾兩次拒絕來自聯邦政府的1000萬美元資金，因為他認為該項目不僅僅是一座山體雕刻，且擔心政府的干預會影響他對該紀念碑的教育和文化目標。截止至2018年，該基金會已累積7700萬美元資產，年均捐款和門票收入達1250萬美元。奧格拉拉蘇族牧場主及前南達科他州參議員吉姆·布拉德福德對該基金會表示批評，認為「一個非印第安家庭靠我們的族人致富」。
齊奧科夫斯基於1982年去世，享壽74歲，隨後其遺孀露絲·齊奧科夫斯基接管了雕塑項目，並於1980年代至2010年代擔任首席執行官。露絲將重心從雕刻馬匹轉向瘋馬的面部雕刻，認為完工的面部將吸引更多遊客並提供資金支持。她負責管理包括她七名孩子在內的工作團隊。
1998年，瘋馬的頭部和臉部完成並舉行了落成典禮，其眼睛寬17英尺（5.2米），頭部高度為87英尺（27米）。露絲及其七個孩子繼續參與該紀念碑的工作。女兒莫妮克·齊奧科夫斯基自身也是一位雕塑家，對父親的計劃進行了調整，以確保瘋馬的伸展手臂具有足夠的支撐。2009年，基金會委託兩家工程公司提供報告，以協助指導項目的完成。經過兩年的仔細規劃和測量後，馬體的雕刻工作開始進行，主要集中在更大部分的馬體雕刻上。
露絲·齊奧科夫斯基於2014年5月21日去世，享壽87歲。她的女兒莫妮克成為新任首席執行官，並與其三位兄弟姐妹及三個孫子繼續參與該項目的發展。

## 規劃
雕像1948年開始建設時，藝術家估計該工程將在30年內完成。截至2024年，紀念碑的完成時間表尚不明確；然而，手部、手臂、肩部、發際線和馬頭的頂部預計將在2037年前完成。
自此，該紀念碑將成為一個教育文化中心的核心，包括作為南达科他州立大学的衛星校區，該校區將設有教室大樓和宿舍，這一切得益於2007年來自南達科他州蘇福爾斯的慈善家T·丹尼·桑福德的250萬美元捐款。該校區稱為北美印第安大學和北美印第安博物館。當前的遊客中心將成為該中心的支柱。桑福德還向紀念碑捐贈了500萬美元，將在五年內每年捐贈100萬美元，用於馬頭部分的進一步雕刻工作。
南達科他州休倫的保羅和唐娜「穆菲」·克里斯滕於2010年7月宣布，他們將分兩期捐贈500萬美元給基金，用於支持衛星校區的運營。該校區提供數學、英語和美洲印第安研究課程的學分課程以及推廣課程。紀念碑基金會已獎學金超過120萬美元，絕大多數獎勵頒發給南達科他州的原住民學生。
紀念碑基金會於2006年10月啟動了首次全國籌款活動，目標是在2011年前籌集1650萬美元。第一個計劃項目是建造一棟140萬美元的宿舍，以容納40名美洲印第安學生，這些學生將在紀念碑工作作為實習生。

## 批判性評價
齊奧科夫斯基將該紀念碑視為對瘋馬精神和美洲原住民的隱喻致敬。然而，一些美洲原住民認為，該紀念碑對瘋馬是一種侮辱，因為瘋馬生前沒有留下任何肖像或照片，並故意被埋葬在一個不易被發現的地方。這使得雕像的設計本身，就是一部基於齊奧科夫斯基對印第安人的刻板形象而製作的虛構形象。即使成為旅遊景點，該雕像的建立仍在印第安各部落之間引起了爭論和爭論。據稱，大多數傳統蘇族人反對此計畫。
瘋馬的姑姑後裔艾琳·奎佛於2003年表示，斯坦丁·貝爾不應獨自請求齊奧科夫斯基創建該紀念碑，因為蘇族文化規定在做出此類決定之前需要家族成員的共識，而在1948年首次引爆岩石之前並未獲得此共識。她表示：
他們不尊重我們的文化，因為我們並未允許任何人雕刻我們的聖地黑山，這裡是我們的墳墓。這片土地是為了讓我們享受和祈禱的，而不是用來雕刻成形象，這對我們所有人來說都是非常錯誤的。越想越覺得這是對我們印第安文化的褻瀆。不僅僅是瘋馬，而是我們所有人。
塞斯·比克·克勞的曾祖母是瘋馬的姑姑，他表示他對齊奧科夫斯基家族從紀念碑的遊客中心和商店收集的數百萬美元感到疑惑，以及「用他祖先的名字賺取的金額」。他稱：或者他們是否自由地嘗試接管這個名字並從中獲利，只要他們活著，我們也活著？當你開始賺錢而不是努力完成項目時，對我來說這就走上了錯誤的方向。」，其他一些傳統蘇族人也反對這個紀念碑。在他的1972年自傳中，蘇族醫生約翰·火焰·聾鹿說：「把一座美麗的野山變成他的雕像的整個想法是對風景的污染。這違背了瘋馬的精神。」在2001年的一次採訪中，蘇族活動家拉塞爾·米恩斯說：「想像一下，如果你是基督徒、猶太人或穆斯林，去以色列的聖地，開始在錫安山上雕刻。這對我們整個存在都是一種侮辱。」
在2019年《紐約客》雜誌的文章《誰為瘋馬發聲》中，作者布克·雅維斯指出，「在派恩里奇和拉皮德城，我聽到許多蘇族人說，這個紀念碑已經成為對齊奧科夫斯基和他家族的致敬，而不是對瘋馬的致敬。」

## 另見
- 拉什莫爾山
- 巨型雕像列表（英语：List of colossal sculptures in situ）
- 最高雕像列表
- 美國最高雕像列表（英语：List of the tallest statues in the United States）

## 外部連結
- 官方网站
- 瘋馬酋長紀念雕像的現場直播連結